# Декард Каїн
Декард Каїн (англ. Deckard Cain) — вигаданий персонаж із серії відеоігор Diablo, створеної компанією Blizzard Entertainment. У серії він є видатним НІПом, який виступає радником і провідником для гравця у перших трьох іграх, втілюючи архетип мудрого старця та надаючи гравцю основну частину внутрішньоігрового знання про світ. Каїн є останнім живим нащадком перших членів ордену Горадрімів — древньої спільноти магів, які були покликані ув’язнити головних антагоністів серії в зачаровані кристали та охороняти їх.
Каїн з'являється також у супутніх медіа та є ігровим персонажем у грі Heroes of the Storm — багатокористувацькій онлайновій бойовій арені з героями від Blizzard. Ім’я персонажа було обране на честь переможця фанатського конкурсу, організованого Blizzard та журналом PC Gamer. В усіх медіа Каїна озвучує актор Майкл Ґоф.
Персонаж отримав переважно позитивні відгуки та вважається одним із найвпізнаваніших і культових героїв серії Diablo.

## Створення
Каїн був названий на честь сина фаната відеоігор від Blizzard Entertainment; його повне ім’я — Декард Каїн Елдер. Ім’я «Декард» походить від персонажа Гаррісона Форда у фільмі «Той, хто біжить по лезу», а друге ім’я «Каїн» — це дівоче прізвище матері хлопця. Це стало результатом рекламного конкурсу, який у середині 1990-х років провели Blizzard спільно з журналом PC Gamer. Фанати отримали можливість подати своє ім’я для використання в тоді ще майбутній грі Diablo, причому переможця обирали випадковим чином. Батько Декарда Елдера надіслав листівку із повним іменем сина, вважаючи його унікальним. Після перемоги родина Елдерів отримала лист-привітання від продюсера Diablo Білла Ропера, а також подарунковий набір, що включав копію гри та фірмові сувеніри.
1 квітня 2009 року Blizzard оголосила про нового ігрового персонажа для Diablo III під назвою Архіваріус, що виявилось першоквітневим жартом. Згідно з дописом на офіційному Facebook-акаунті Diablo наступного року, задум жарту полягав у створенні персонажа, натхненного Декардом Каїном — немічним старцем, неспроможним до фізичного бою. Для відео з презентацією Архіваріуса використали змінену модель Каїна з Diablo III. Наступного року Blizzard пожартувала знову, рекламуючи вигаданий GPS-набір з голосом Декарда Каїна, який нібито продавався як сувенір.
Розробник героїв для Heroes of the Storm Нейтан ЛаМуска зазначив, що команда довго обговорювала можливість зробити Каїна ігровим персонажем, однак мали труднощі з тим, щоб зробити його веселим і захопливим у грі. На його думку, Каїн — це один із найскладніших героїв для дизайну. Головний дизайнер героїв Метт Віллер пояснив, що приблизно за рік до появи Каїна у грі команда серйозно взялася за реалізацію персонажа, оскільки він є дуже впізнаваним обличчям серії Diablo. Розробники стикнулись із викликом — як зробити Каїна цікавим в ігроладі. Вони експериментували з механіками, пов’язаними з книгами, сувоями, а потім вирішили зосередитись не на фізичних навичках, а на рольовій моделі підтримки з тилу, додавши такі здібності як лікувальні зілля, які можна використовувати багаторазово, і вистрілювання «Куба Горадріма», що сповільнює ворогів. До гри також повернули здатність під назвою «Лоренадо», яка вперше була показана Архіваріусом у жартівливому ролику 2009 року.

## Сприйняття
Персонаж отримав позитивні відгуки й став популярним серед гравців та ігрових журналістів, зокрема Тома Сеніора з PC Gamer. IGN поставив Каїна на 9-те місце в рейтингу найкращих персонажів Blizzard усіх часів, назвавши його «вічною іконою ностальгії» та власником «однієї з найцитованіших реплік у всесвітах Blizzard, що сповнені цитат». Джої Девідсон із TechnoBuffalo вважає Каїна «одним із найзнаковіших персонажів ігрової індустрії», зауваживши, що будь-хто, хто «провів бодай мить у Diablo, точно знає, хто такий Каїн і де його знайти». Джої Тарманд із Game Informer зізнався в прихильності до Каїна та інших мудрих, вчених персонажів у фентезійних історіях, таких як Ґандальф або Паартурнакс із The Elder Scrolls V: Skyrim. Ернест Каваллі з The Escapist назвав Каїна одним із найвідоміших загадкових старців у відеоіграх, зауваживши, що до виходу Diablo III він був єдиним по-справжньому постійним персонажем серії. Девін Ріґотті з Red Bull високо оцінив Каїна як прекрасного героя, з яким було б добре застрягти на безлюдному острові. Він вважає Каїна «ймовірно, найбільшим джерелом знань у світі ігор» і додає, що з ним «приємно залишитись і послухати». Водночас Стівен Асарч із Newsweek відверто не злюбив Каїна за його «нудну, затягнуту тираду про нефалемів і демонів» і заявив, що більше не хоче чути його діалоги. Він порівняв Каїна з Наві з The Legend of Zelda: Ocarina of Time і сказав, що більше ненавидів цих внутрішньоігрових гідів, ніж будь-якого ворога.